# Schilling-Glocken-Werkverzeichnis
Das Schilling-Glocken-Werkverzeichnis gibt eine Übersicht über die von der Glockengießer-Familie Schilling in Apolda gefertigten Glocken. Das Verzeichnis beruht auf entsprechenden Dokumenten des Schillingschen Familienarchivs und wurde von Margarete Schilling veröffentlicht.
Seit 1826 wurden mehr als 17.000 Bronzeglocken in Apolda gegossen und tausende Hartgussglocken aus Apolda, Morgenröthe-Rautenkranz und Bockenem geliefert:
- Carl Friedrich Gottlob Ulrich (1826–1849) und Carl Friedrich Ulrich jun. (1849–1861): 768 Glocken
- Richard Emil Ulrich (1862–1878) gemeinsam mit Franz Schilling (1877–1878): 492 Glocken
- Franz Schilling (1878–1910): 5.485 Glocken
- Otto Schilling (1911–1939), Friedrich Schilling (1911–1928)[2] und Franz August Schilling (1927–1939): 7.212 Glocken
- Franz August Schilling (1946–1969) mit Franz Peter Schilling (1954–1969): 1.755 Glocken
- Franz Peter Schilling (gemeinsam mit Margarete Schilling, 1970–1985): rund 2.200 Glocken

In dieser Aufzählung sind folgende Glockenspiele und Carillons enthalten (geordnet nach Jahr der Entstehung mit Angaben zu Ort, Tonfolge, Glocken-Anzahl und Gewicht):
- 1893 Liegnitz e1–e3  19 3.500 kg
- 1903 Lehe-Geestemünde e1–gis2  15  5.500 kg  Glockenspiel Stadthaus Apolda
- 1904 Speyer c–f  17 1.424 kg

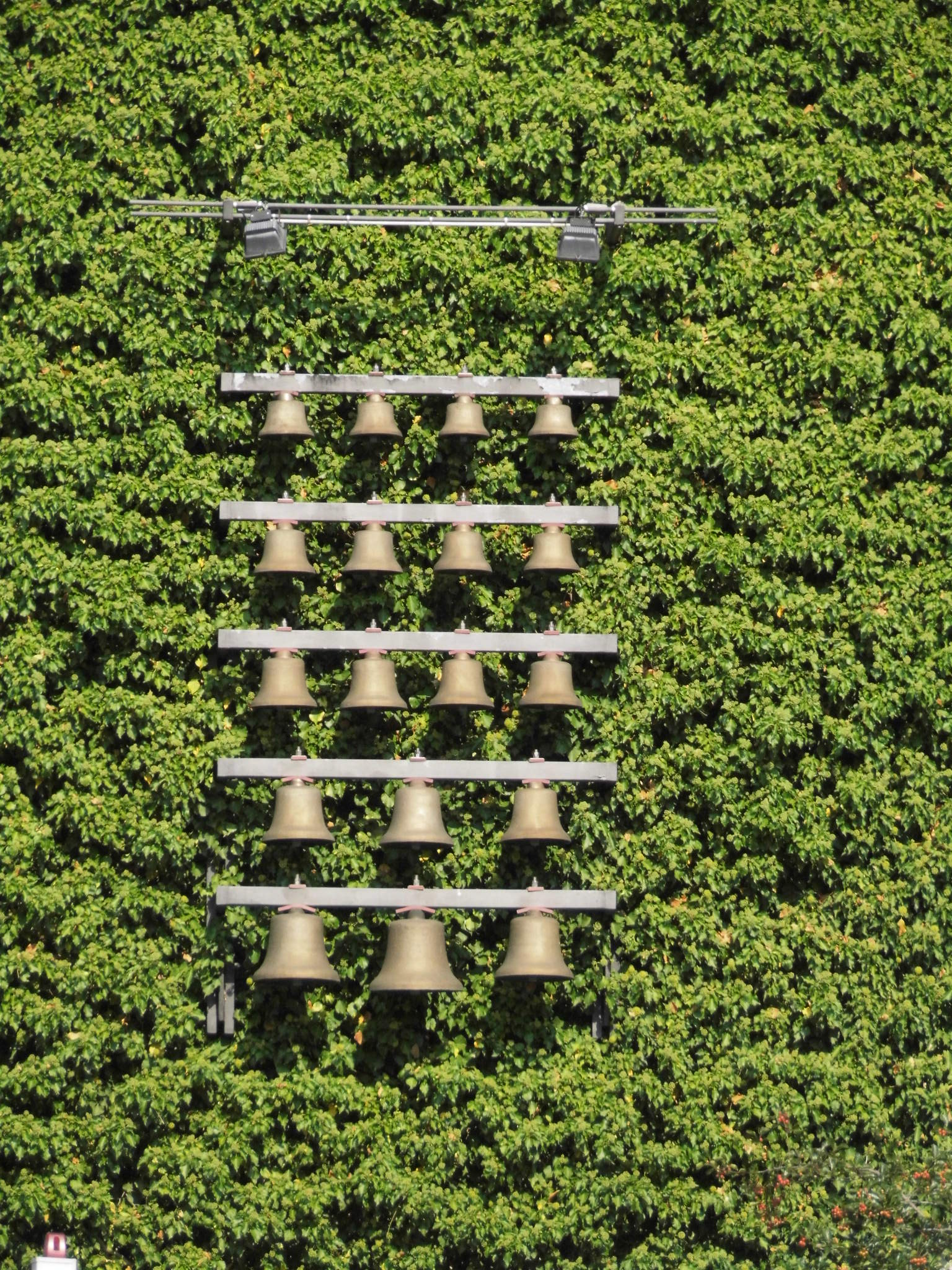
Glockenspiel Stadthaus Apolda

- 1906 Danzig, St. Katharinen f0, as0, b0, c1–c4[3]  39 27.000 kg
- 1906 Altenburg, Brüderkirche e1–a2  16 5.000 kg
- 1910 Berndorf (Österreich) cis1–g2  19 11.400 kg
- 1911 Oybin c2–e3 8 760 kg
- 1912 Helsinki (Finnland) dis1–cis2 7 4.800 kg
- 1913 Marienthal (bei Eckartsberga) d2–e3 8 650 kg
- 1928 Leipzig (Uhrschlag, Kroch-Hochhaus, Augustusplatz) es0, as0, c1 3 8.200 kg
- 1930 Berlin-Wannsee as1, b1, c2–es3 18 2.050 kg
- 1930 Goslar b1, h1, c2–es3 17 1.750 kg
- 1930 Allenstein f1–ais3 30 4.800 kg
- 1930 Philadelphia (USA) c1, d1, e1–cis3 24 13.500 kg
- 1930 Buenos Aires (Argentinien) a0, h0–es3 30 27.000 kg Glockenbrunnen Apolda

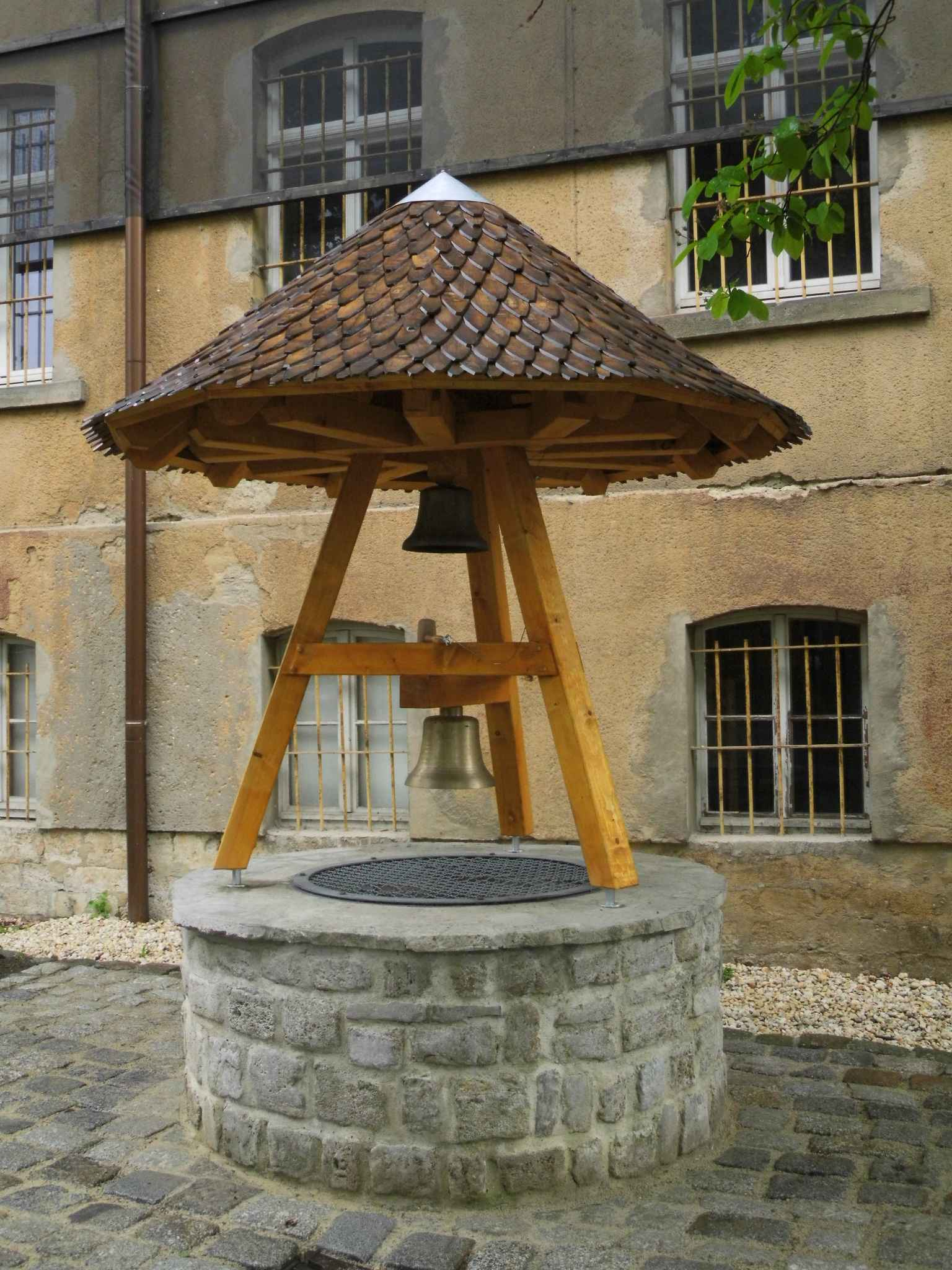
Glockenbrunnen Apolda

- 1931 Sandefjord (Norwegen) es1, f1, g1–f3 25 13.500 kg
- 1931 Mercedes (Argentinien) as0, c1, d1–h2 24 13.500 kg
- 1936 Grimma e1, fis1, gis1–h4 42 5.400 kg
- 1936 Hamburg-Altona e1, fis1, gis1–h4 42 5.400 kg
- 1939 Lößnitz/Erzgebirge b1, c2, d2–b3 23 2.400 kg
- 1939 Frankfurt am Main g1, a1, h1–g4 35 3.300 kg
- 1970 Sonneberg b1, c2, d2–b3 23 2.000 kg
- 1974 Magdeburg f1, g1, a1–f5 47 5.730 kg
- 1976 Halle, Roter Turm (Uhrschlag) es1, b1, es2, f2, g2 5 1.540 kg Glockenspiel GlockenStadtMuseum Apolda

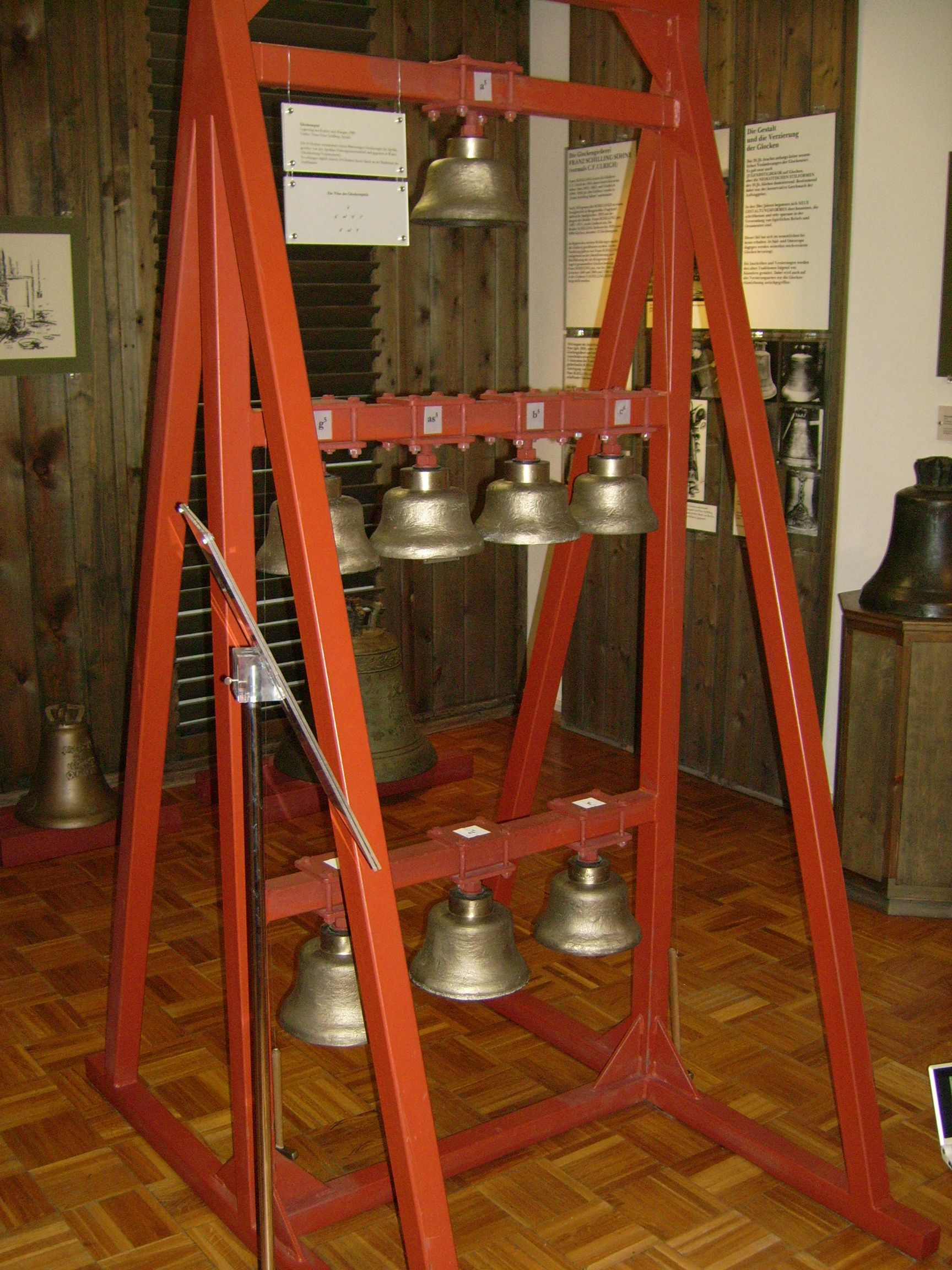
Glockenspiel GlockenStadtMuseum Apolda

- 1978 Karl-Marx-Stadt f1, g1–f5 48 5.200 kg
- 1979 Erfurt c1, d1–c6 60 13.600 kg
- 1951 + 1981 Altenburg, kath. Kirche g3, a3–g5 24 300 kg
- 1982 Erfurt-Rieth (Uhrschlag) a1, c2, d2, g2, h2 5 850 kg
- 1982 Karl-Marx-Stadt (Uhrschlag) h1, d2, es2, c2, h2, c3 6 1.110 kg  Lutherkirche Apolda

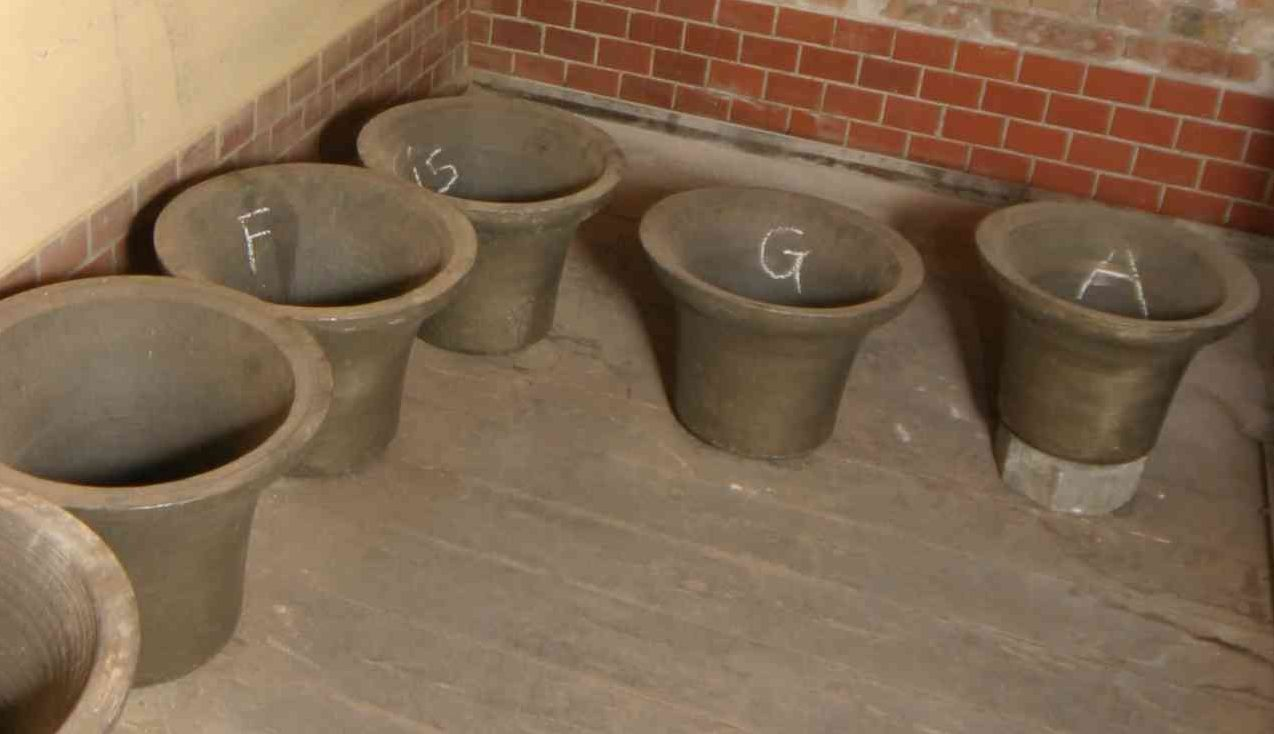
Lutherkirche Apolda

- 1982 Schleiz a3, d4, c4, gis4, a4 5 119 kg
- 1985 Potsdam-Ehrenhain c4, d4–c6 24 400 kg
- 1986 Rostock, Universitätsplatz d3, e3–ais5 32 533 kg
- 1986 Wechselburg, Stiftskirche c3, d3–c6 36 775 kg
- 1986 Berlin, Nikolaikirche as2, b2–cis6 41 1.400 kg
- 1987 Berlin, Französ. Turm as0, b0–as5 60 29.500 kg
- 1987 Klaipėda (Memel, Litauen) f1, g1–f5 48 6.000 kg Glockenhaus Nauendorf

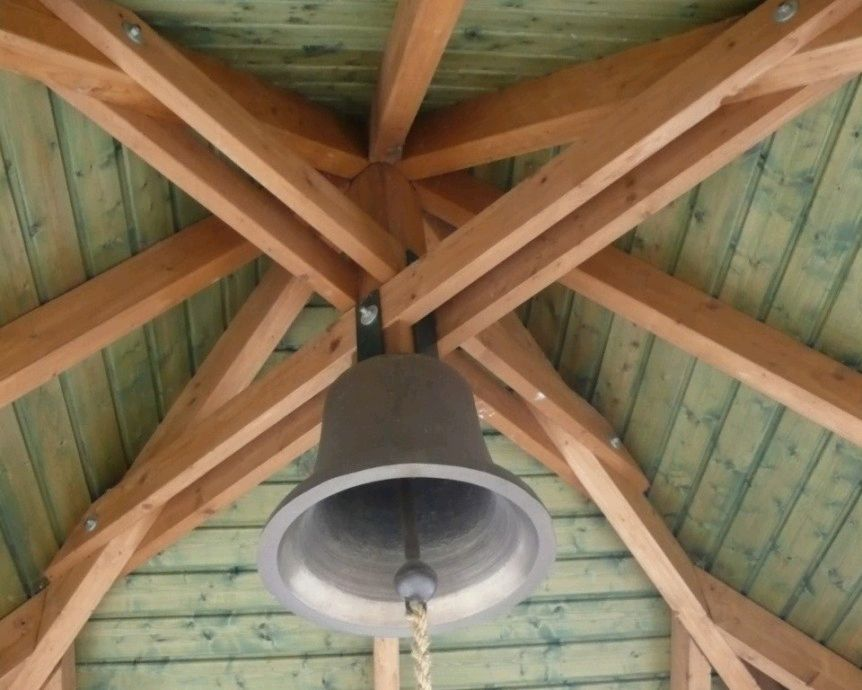
Glockenhaus Nauendorf

- 1987 Gera, Rathaus c3, d3–c6 36 1.100 kg
- 1988 Schwerin, Rathaus c4, d4–c6 24 400 kg
- 1989 Offenburg, Rathaus c4–c6 25 425 kg
- 1989 Apolda, aufgeteilt auf Lutherkirche, GlockenStadtMuseum, Stadthaus Apolda, Glockenbrunnen, Glockenhaus Nauendorf 40/ Spieltisch im GlockenStadtMuseum a2 - c5
- 1991 Mühlhausen (Thüringen), Kornmarktkirche g2, a2–c6 41 1.300 kg
- 1991 Schirgiswalde, kath. Kirche g3, a3–c6 29 620 kg
- 1991 Dessau, Rathaus g2, a2–c6 41 1.300 kg